# Загородний, Олег Сергеевич
Оле́г Серге́евич Загоро́дний (укр. Олег Сергійович Загородній; род. 27 октября 1987, Киев, УССР, СССР) — украинский актёр театра и кино. Ведущий актёр Гоголь-центра.

## Биография
Родился 27 октября 1987 года в Киеве.
В 2005 году поступил в Киевский национальный университет театра, кино и телевидения им. И. Карпенко-Карого на курс Михаила Резниковича, который окончил в 2010 году.
С 2010 года актёр Киевского театра русской драмы им. Леси Украинки.
В 2015 году приглашён в труппу московского театрального центра «Гоголь-центр».
С 2010 года снимается в кино, дебютировав в фильмах «Демоны» и «1942».
В 2021 году на экраны вышел полнометражный фильм эстонского режиссёра Пеэтера Ребане «Жар-птица» с Загородним в главной роли. Действие фильма разворачивается в 1970-х годах в разгар холодной войны и повествует о любовных отношениях вспыхнувших между лейтенантом ВВС СССР Романом Матвеевым (Олег Загородний) и рядовым Сергеем Серебренниковым (Том Прайор). Картина была показана на 43-м Московском международном кинофестивале в рамках программы «Русский след». Фильм вызвал различные споры в российских СМИ.

## Фильмография
| Год       |   | Русское название      | Оригинальное название     | Роль |
| --------- | - | --------------------- | ------------------------- | ---- |
| 2010      | с | 1942                  | партизан                  |      |
| 2010      | с | Демоны                | сын мажора                |      |
| 2011      | с | Возвращение Мухтара 7 | Балабанов                 |      |
| 2012      | ф | Матч                  | правый защитник           |      |
| 2012—2020 | с | Женский доктор        | Игорь                     |      |
| 2012      | с | Джамайка              | Толик                     |      |
| 2012      | с | Брат за брата 2       | пиарщик                   |      |
| 2012      | ф | Пирог                 | Семён                     |      |
| 2013      | с | Оборотень в погонах   | Дима Колесников           |      |
| 2015      | с | Все могут короли      | автоматчик                |      |
| 2016      | с | Бойцовский срыв       | Кирилл Корсаков           |      |
| 2016      | ф | Судьба напрокат       | Никита                    |      |
| 2017      | с | Тот, кто не спит      | Хавьер                    |      |
| 2017      | с | Домохозяин            | Артур Соколов, кинозвезда |      |
| 2017      | с | Радуга в поднебесье   | Вадим                     |      |
| 2019      | с | Зоя                   | Вася                      |      |
| 2020      | с | Исчезающие следы      | Андрей Романенко          |      |
| 2021      | ф | Жар-птица             | Роман Матвеев             |      |
| 2021      | с | Пленница              | Алексей Аверин            |      |
| 2021      | с | Можешь мне верить     | Максим                    |      |